# Amor y paz
Amor y paz es el décimo álbum de la banda argentina de blues y rock La Mississippi (el noveno de estudio).
Este disco, con catorce canciones de autoría propia, fue grabado, mezclado y masterizado en los estudios Galápagos de la ciudad de Buenos Aires, después de la gira que el grupo emprendió por España,
En 2007 recibió una nominación a los Premios Gardel a la Música en la categoría de Mejor Álbum de Rock.
De este disco se desprenden dos sencillos: "Amor y paz", y "Barrio duro", con sus respectivos videoclips.

## Historia
Amor y paz fue grabado, mezclado y masterizado entre el 28 de agosto y el 6 de octubre de 2006 en los estudios Galápagos de la ciudad de Buenos Aires, propiedad Damián Escobedo, amigo de la banda.
Contrariamente a lo que pueda sugerir su título, Amor y paz es un álbum con fuertes críticas. Según el cantante Ricardo Tapia "conjuga lo político con problemas matrimoniales y sociales. Es una olla de problemas, cosas agradables y tremendas.  Nos gusta mucho pensar que una letra puede venir de cualquier lado y jugamos con eso".
Esa idea de conflictos planteada por Tapia también se refleja en el arte de tapa, que muestra un cerco con alambre de púas.
En cuanto al sonido, el disco marca un regreso a "las raíces primarias que era el más típico blues", según el baterista Juan Carlos Tordó. "Como siempre en los discos tratamos de incorporarle otros elementos, en esta oportunidad hicimos lo contrario y salió bien purito, como era nuestro gusto".
El 15 de marzo de 2007, el disco recibió una nominación a los Premios Gardel a la Música en la categoría de Mejor Álbum de Rock.

## Lista de canciones
| N.º   | Título                     | Escritor(es)          | Duración |  |
| 1.    | «Amor y paz»               | R. Tapia, E Introcaso | 3:39     |  |
| 2.    | «Dame dame»                | R. Tapia, G. Ginoi    | 4:30     |  |
| 3.    | «Denuevodevueltalomismo»   | R. Tapia, C. Cannavo  | 4:33     |  |
| 4.    | «Demasiado»                | R. Tapia              | 3:47     |  |
| 5.    | «Mi alma nocturna»         | R. Tapia, E Introcaso | 3:28     |  |
| 6.    | «La balada de Jimmy Gerli» | R. Tapia              | 4:10     |  |
| 7.    | «El sabio»                 | R. Tapia, C. Cannavo  | 4:30     |  |
| 8.    | «Diario de un crimen»      | R. Tapia, E Introcaso | 3:19     |  |
| 9.    | «Plentzia»                 | G. Ginoi              | 3:24     |  |
| 10.   | «Así es la vida»           | R. Tapia, C. Cannavo  | 2:19     |  |
| 11.   | «Perdido por perdido»      | R. Tapia, G. Ginoi    | 3:18     |  |
| 12.   | «La vuelta»                | R. Tapia, G. Ginoi    | 3:48     |  |
| 13.   | «Barrio duro»              | R. Tapia, G. Ginoi    | 3:13     |  |
| 14.   | «Panza arriba»             | R. Tapia, G. Ginoi    | 3:54     |  |
| 52:23 |                            |                       |          |  |

## Músicos

#### La Mississippi
- Ricardo Tapia — voz, armónica, guitarras slide, acústica y eléctrica; y percusión con 2 billetes de $100.
- Gustavo Ginoi — guitarra eléctrica y coros
- Claudio Cannavo — bajo elécgrico, guitarra baja y acústica, coro y percusión con llaves.
- Eduardo Introcaso — saxo alto, barítono, coro y arreglos de vientos.
- Zeta Yeyati — saxo tenor y flauta.
- Juan Carlos Tordó — batería, percusión y coros.

#### Músicos adicionales
- Juan José Hermida — piano y órgano.
- Gastón Picazo — Hammond.
- Cristian Díaz — trompeta.[6]